# Razvojni roman
Razvojni roman (nem. Entwicklungsroman, Bildungsroman) je romaneskni žanr, nastal v razsvetljenstvu, razširjen pa predvsem v dobi predromantike in romantike. Roman je značilen predvsem za romane nemških klasikov.
Razvojni roman, poznan tudi kot vzgojni roman ali izobraževalni roman, je vrsta romana, v katerem se duhovni razvoj junaka prikazuje skozi učenje in življenjske izkušnje in ga spremlja od otroštva dalje. Razvojni roman ima skupne lastnosti z družbenim romanom ter s pedagoškim romanom, ki na praktičnem primeru razvija določeno pedagoško teorijo.
Pojem si je izmislil Wilhelm Dilthey, Das Leben Schlumachers, 1870.

## Primeri razvojnih romanov tujih pisateljev
Predhodnik je Hans Jakob Christoffel von Grimmelshausen, z romanom Simplicissimus (1668, 1669), v katerem je opisan razvoj junaka od vaškega pobiča do svetovljana.
Naprej je Ksenofontov roman Kirova vzgoja, ki se kot razvita vrsta pojavlja kasneje, spojena s pustolovskim romanom.
Christoph Martin Wieland je leta 1766-1767 napisal roman Die Geschichte des Agathon (Zgodovina Agatona), ki na helenističnih tleh prikazuje junakovo pot od zanesenega mladeniča do duhovno samostojne in harmonične osebnosti. Prototip je roman Johanna Wolfganga von Goetheja, Učna leta Wilhelma Meistra iz leta 1795, 1796. Sledili so Novalis, Gottfried Keller, Hermann Hesse ter v ironično-parodični obliki tudi Ernst Theodor Amadeus Hoffmann.
Pri Goetheju je glavni junak umetnik, govorimo torej o romanu o umetnikih, kot posebnem tipu vzgojnega romana. Popotna leta Wilhelma Meistra (1821 in 1829), roman, ki sloni na samoobvladanju, delu, odrekanju in humanosti. Njegov roman je znatno vplival na kasnejše pisce, kot je Gottfried Keller z romanom Zeleni Henrik iz leta 1885.
Adalbert Stifter z romanom Pozno poletje iz 1857, z mero discipline izgrajuje harmonično osebnost, Hermann Hesse v romanu Peter Camenzind (1904) pa kaže na blagodejen razvojno-vzgojni vpliv narave. 
V novejšem času razvojni roman pogosto sloni na določenih ironičnih in tragičnih predpostavkah o intelektualnem dozorevanju glavnega junaka in tako izgublja pedagoški smoter. Razvoj k zavesti o svoji lastni umetniški misiji predstavlja Joycev Stephen Dedalus, v romanu Thomasa Manna, Čarobna gora, pa se junak razvija na tragičnih protislovjih evropske kulture. 
V hrvaški književnosti se elementi razvojno-vzgojnega romana najdejo v Kovačevičevem romanu V registraturi, iz leta 1888 ter v romanu Ksaverja Šandorja Đalskega, Radmilović, 1894.

## Slovenski razvojni romani
- Fran Miličinski, Ptički brez gnezda (1917), Ptički brez gnezda, roman
- Ivan Tavčar, Visoška kronika (1919)
- Gustav Šilih, Beli dvor (1938), Beli dvor, roman
- Boris Pahor, Parnik trobi nji (1964)
- Karel Mauser, Kaplan Klemen (1965)
- Lojze Kozar, Licenciat Janez (1975)
- Evald Flisar, Čarovnikov vajenec (1986)
- Igor Karlovšek, Gimnazijec (2004)
- Orlando Uršič, Tadejev dež (2008)
- Aljoša Harlamov, Bildungsroman (2009)
- Tone Peršak: Usedline (2014)